# Łozen (obwód Chaskowo)
Łozen (bułg. Лозен) – wieś w południowej Bułgarii, w obwodzie Chaskowo, w gminie Lubimec.